# Yuliya Zhuravok
Ioulyia Jouravok, née le 10 novembre 1994 à Khotin, est une biathlète ukrainienne.

## Carrière
Chez les juniors, elle gagne plusieurs médailles aux Championnats du monde et d'Europe dont un titre mondial junior en 2015 sur l'individuel.
Elle commence sa carrière en Coupe du monde en décembre 2014 à Östersund. Elle obtient un ticket pour les Championnats du monde 2015, où elle arrive 28e de l'individuel.
En décembre 2016, elle obtient le meilleur résultat en Coupe du monde de sa carrière avec une onzième place à l'individuel d'Östersund.
En 2019, elle est vice-championne d'Europe de l'individuel, puis se classe 14e de cette discipline aux Championnats du monde d'Östersund.

## Palmarès

### Championnats du monde
| Épreuve / Édition         | Individuel | Sprint | Poursuite | Départ en ligne | Relais | Relais mixte |
| Mondiaux 2015 Kontiolahti | 28e        | —      | —         | —               | —      | —            |
| Mondiaux 2019 Östersund   | 14e        | —      | —         | —               |        | —            |

Légende :
- : épreuve inexistante à cette date
- — : non disputée par Yuliya Zhuravok

### Coupe du monde
- Meilleur classement général : 70e en 2019.
- Meilleur résultat individuel : 11e.

#### Différents classements en Coupe du monde
| Année     | Classement général final | Sprint | Poursuite | Individuel | Mass start |
| 2014-2015 | 82e                      | -      | -         | 50e        | -          |
| 2016-2017 | 74e                      | -      | -         | 28e        | -          |
| 2018-2019 | 70e                      | -      | -         | 21e        | -          |

### Championnats d'Europe
- Bansko 2013 : 
  -  médaille de bronze au relais mixte.
- Racines 2018 : 
  -  médaille d'or au relais mixte.
- Raubichi 2019 : 
  -  médaille d'argent de l'individuel.

### Championnats du monde junior
- Kontiolahti 2012 : 
  -  Médaille d'or en relais (jeunes).
- Obertilliach 2013 : 
  -  Médaille d'argent en relais et individuel (jeunes).
- Minsk 2015 : 
  -  Médaille d'or à l'individuel
  -  médaille de bronze à la poursuite.

### Championnats d'Europe junior
- Nove Mesto 2014 : 
  -  Médaille d'or en relais mixte.
- Otepää 2015 :
  -  Médaille de bronze au relais mixte et à l'individuel.

### Championnats du monde de biathlon d'été
- Médaille de bronze du relais mixte en 2017.

### IBU Cup
- 6 podiums individuels, dont 1 victoire.

Palmarès au 2 janvier 2021